# Dicranum confine
Dicranum confine là một loài rêu trong họ Dicranaceae. Loài này được Müll. Hal. & Hampe mô tả khoa học đầu tiên năm 1856.